# Serskamp (stacja kolejowa)
Serskamp (niderl. Station Serskamp) – stacja kolejowa w Serskamp, w prowincji Flandria Wschodnia, w Belgii. Znajduje się na linii 50 Bruksela - Gandawa i 53 Schellebelle - Leuven. 

## Linie kolejowe
- Linia 50 Bruksela - Gandawa

## Połączenia
| Typ pociągu | Trasa                                                                           | Częstotliwość                         |
| ----------- | ------------------------------------------------------------------------------- | ------------------------------------- |
| IC 29       | De Panne - Gent-Sint-Pieters - Bruksela - Brussel-Nationaal-Luchthaven - Landen | W tygodniu : 1h/u Weekend: 1x/ co 2 h |
| IC 29       | De Panne - Gent-Sint-Pieters - Bruksela - Brussel-Nationaal-Luchthaven - Leuven | Weekend: 1x/ co 2 h                   |